# Taylor Dent
Pour les articles homonymes, voir Dent (homonymie).
Taylor Dent, né le 24 avril 1981 à Newport Beach, est un joueur américain de tennis, professionnel de 1998 à 2010.

## Carrière
Taylor Dent est le fils des joueurs de tennis professionnel Phil Dent, finaliste australien de l'Open d'Australie 1974, et  Betty-Ann Grubb. Il annonce la fin de sa carrière professionnelle le 8 novembre 2010, alors qu'il est 85e mondial. Il a souffert de nombreux problèmes de dos (2006-2007) durant sa carrière, entraînant plusieurs interventions chirurgicales. Il a joué et perdu un match de Coupe Davis sans enjeu en 2003.
Style de jeu : l'Américain était un adepte du service-volée. Il possédait un service très puissant (il détient le record du service le plus rapide de l'histoire de Roland-Garros avec 240 km/h et de Wimbledon avec 238 km/h) et fait partie des onze joueurs à avoir franchi la barre des 240 km/h avec Samuel Groth, Ivo Karlović, Andy Roddick, Roscoe Tanner, Joachim Johansson, John Isner, Feliciano López, Marius Copil, Jerzy Janowicz, Ernests Gulbis et Greg Rusedski. Efficace au filet, son jeu de fond de court est surtout basé sur un coup droit puissant. Cependant, le ralentissement des surfaces et des blessures au dos ont considérablement freiné sa carrière.

## Palmarès

### Titres en simple (4)
| No | Date       | Nom et lieu du tournoi                               | Catégorie   | Dotation  | Surface         | Finaliste           | Score         |          |
| -- | ---------- | ---------------------------------------------------- | ----------- | --------- | --------------- | ------------------- | ------------- | -------- |
| 1  | 08-07-2002 | Miller Lite Hall of Fame Championships, Newport (RI) | Int' Series | 375 000 $ | Gazon (ext.)    | James Blake         | 6-1, 4-6, 6-4 |          |
| 2  | 22-09-2003 | Thailand Open, Bangkok                               | Int' Series | 525 000 $ | Dur (int.)      | Juan Carlos Ferrero | 6-3, 7-65     | Parcours |
| 3  | 29-09-2003 | Kremlin Cup, Moscou                                  | Int' Series | 975 000 $ | Moquette (int.) | Sargis Sargsian     | 7-65, 6-4     | Parcours |
| 4  | 17-02-2003 | Kroger St. Jude, Memphis                             | Series Gold | 665 000 $ | Dur (int.)      | Andy Roddick        | 6-1, 6-4      | Parcours |

### Finales en simple (3)
| No | Date       | Nom et lieu du tournoi                     | Catégorie   | Dotation  | Surface    | Vainqueur         | Score              |          |
| -- | ---------- | ------------------------------------------ | ----------- | --------- | ---------- | ----------------- | ------------------ | -------- |
| 1  | 04-10-2004 | AIG Japan Open Tennis Championships, Tokyo | Series Gold | 665 000 $ | Dur (ext.) | Jiří Novák        | 5-7, 6-1, 6-3      | Parcours |
| 2  | 03-01-2005 | Next Generation Hardcourt, Adélaïde        | Int' Series | 394 000 $ | Dur (ext.) | Joachim Johansson | 7-5, 6-3           | Parcours |
| 3  | 18-07-2005 | RCA Championships, Indianapolis            | Int' Series | 575 000 $ | Dur (ext.) | Robby Ginepri     | 4-6, 6-0, 3-0, ab. | Parcours |

### Finale en double (1)
| No | Date       | Nom et lieu du tournoi | Catégorie   | Dotation  | Surface    | Vainqueurs                      | Partenaire     | Score          |          |
| -- | ---------- | ---------------------- | ----------- | --------- | ---------- | ------------------------------- | -------------- | -------------- | -------- |
| 1  | 13-09-2004 | China Open Pékin       | Int' Series | 475 000 $ | Dur (ext.) | Justin Gimelstob Graydon Oliver | Alex Bogomolov | 4-6, 6-4, 7-66 | Parcours |

### Titres en mixte (1)
| No | Date       | Nom et lieu du tournoi         | Catégorie                   | Dotation      | Surface    | Partenaire   | Finalistes                       | Score        |          |
| -- | ---------- | ------------------------------ | --------------------------- | ------------- | ---------- | ------------ | -------------------------------- | ------------ | -------- |
| 1  | 30-12-2005 | Hyundai Hopman Cup XVIII Perth | compétition par équipe, ITF | 1 000 000 AU$ | Dur (int.) | Lisa Raymond | Michaëlla Krajicek Peter Wessels | 2 matchs à 1 | Parcours |

## Parcours dans les tournois duGrand Chelem

### En simple
| Année | Open d'Australie | Open d'Australie | Internationaux de France | Internationaux de France | Wimbledon       | Wimbledon        | US Open         | US Open       |
| ----- | ---------------- | ---------------- | ------------------------ | ------------------------ | --------------- | ---------------- | --------------- | ------------- |
| 1998  | —                | —                | —                        | —                        | —               | —                | 2e tour (1/32)  | M. Safin      |
| 1999  | —                | —                | —                        | —                        | —               | —                | 1er tour (1/64) | L. Tieleman   |
| 2000  | —                | —                | —                        | —                        | 1er tour (1/64) | A. Agassi        | 1er tour (1/64) | B. Black      |
| 2001  | —                | —                | —                        | —                        | 2e tour (1/32)  | L. Hewitt        | 2e tour (1/32)  | M. Zabaleta   |
| 2002  | 3e tour (1/16)   | A. Voinea        | —                        | —                        | 3e tour (1/16)  | W. Arthurs       | 1er tour (1/64) | R. Sluiter    |
| 2003  | —                | —                | 1er tour (1/64)          | J. Blake                 | 1er tour (1/64) | I. Ljubičić      | 1/8 de finale   | A. Agassi     |
| 2004  | 3e tour (1/16)   | A. Roddick       | 1er tour (1/64)          | J. Björkman              | 3e tour (1/16)  | A. Roddick       | 2e tour (1/32)  | P.-H. Mathieu |
| 2005  | 3e tour (1/16)   | A. Agassi        | —                        | —                        | 1/8 de finale   | L. Hewitt        | 3e tour (1/16)  | L. Hewitt     |
| 2006  | 1er tour (1/64)  | G. García-López  | —                        | —                        | —               | —                | —               | —             |
| 2007  | —                | —                | —                        | —                        | —               | —                | —               | —             |
| 2008  | —                | —                | —                        | —                        | —               | —                | —               | —             |
| 2009  | 1er tour (1/64)  | A. Delić         | —                        | —                        | 1er tour (1/64) | D. Gimeno-Traver | 3e tour (1/16)  | A. Murray     |
| 2010  | 2e tour (1/32)   | J.-W. Tsonga     | 2e tour (1/32)           | R. Söderling             | 2e tour (1/32)  | N. Djokovic      | 2e tour (1/32)  | R. Söderling  |

N.B. : à droite du résultat se trouve le nom de l'ultime adversaire.

### En double
| Année | Open d'Australie | Open d'Australie | Internationaux de France   | Internationaux de France | Wimbledon | Wimbledon | US Open                      | US Open                   |
| ----- | ---------------- | ---------------- | -------------------------- | ------------------------ | --------- | --------- | ---------------------------- | ------------------------- |
| 1998  | —                | —                | —                          | —                        | —         | —         | 1er tour (1/32) M. Russell   | M. Merklein V. Spadea     |
| 1999  | —                | —                | —                          | —                        | —         | —         | —                            | —                         |
| 2000  | —                | —                | —                          | —                        | —         | —         | 2e tour (1/16) A. Roddick    | J. Knippschild J. Tarango |
| 2001  | —                | —                | —                          | —                        | —         | —         | 1er tour (1/32) P. Goldstein | T. Cibulec L. Friedl      |
| 2002  | —                | —                | —                          | —                        | —         | —         | —                            | —                         |
| 2003  | —                | —                | 1er tour (1/32) Y. Allegro | A. Olhovskiy S. Sargsian | —         | —         | 1er tour (1/32) J. Morrison  | K. Kučera B. Ulihrach     |
| 2004  | —                | —                | 1er tour (1/32) D. Bowen   | M. Llodra F. Santoro     | —         | —         | —                            | —                         |

N.B. : le nom du ou de la partenaire se trouve sous le résultat ; le nom des ultimes adversaires se trouve à droite.

## Parcours dans lesMasters 1000
| Année | Indian Wells           | Miami                    | Monte-Carlo          | Rome | Hambourg puis Madrid | Canada                 | Cincinnati                  | Stuttgart puis Madrid puis Shanghai | Paris                 |
| ----- | ---------------------- | ------------------------ | -------------------- | ---- | -------------------- | ---------------------- | --------------------------- | ----------------------------------- | --------------------- |
| 2000  | 1er tour M. Mirnyi     | —                        | —                    | —    | —                    | —                      | 2e tour P. Sampras          | —                                   | —                     |
| 2001  | 2e tour G. Kuerten     | 2e tour A. Agassi        | —                    | —    | —                    | —                      | 1er tour Lee H-t.           | —                                   | —                     |
| 2002  | 1er tour N. Kiefer     | —                        | —                    | —    | —                    | 1/8 de finale J. Novák | 1/8 de finale J. C. Ferrero | —                                   | —                     |
| 2003  | —                      | 2e tour M. Ríos          | 1er tour J. Nieminen | —    | —                    | —                      | —                           | —                                   | —                     |
| 2004  | 1/8 de finale J. Blake | 2e tour J. Björkman      | 2e tour F. Santoro   | —    | —                    | —                      | 1er tour T. Robredo         | 1/4 de finale D. Nalbandian         | 1er tour R. Söderling |
| 2005  | 1/8 de finale G. Cañas | 1/4 de finale A. Agassi  | —                    | —    | —                    | 2e tour N. Kiefer      | 1er tour A. Murray          | 1er tour T. Henman                  | 2e tour A. Roddick    |
| 2006  | —                      | —                        | —                    | —    | —                    | —                      | —                           | —                                   | —                     |
| 2007  | —                      | —                        | —                    | —    | —                    | —                      | —                           | —                                   | —                     |
| 2008  | —                      | —                        | —                    | —    | —                    | —                      | —                           | —                                   | —                     |
| 2009  | 2e tour J. Melzer      | 1/8 de finale R. Federer | —                    | —    | —                    | —                      | —                           | —                                   | —                     |
| 2010  | 1er tour R. Harrison   | 2e tour R. Nadal         | —                    | —    | —                    | —                      | 2e tour R. Nadal            | —                                   | —                     |

N.B. : sous le résultat se trouve le nom de l’ultime adversaire.